# Pelecotheca sabroskyi
Pelecotheca sabroskyi är en tvåvingeart som först beskrevs av Arnaud 1963.  Pelecotheca sabroskyi ingår i släktet Pelecotheca och familjen parasitflugor. Inga underarter finns listade i Catalogue of Life.